# 根辛根
根辛根是德国莱茵兰-普法尔茨州的一个市镇。总面积8.72平方公里，总人口3734人，其中男性1819人，女性1915人（2011年12月31日），人口密度428人/平方公里。